# VTJ Trenčín
Vojenská telovýchovná jednota Trenčín byl slovenský vojenský fotbalový klub z Trenčína, který vznikl roku 1953 jako Posádkový dom armády Trenčín.
V duchu doby byl vojenský klub ihned po svém vzniku instalován do druhé nejvyšší soutěže, čtyřletá účast v ní (1953, 1955, 1956 a 1957/58) byla zároveň největším úspěchem oddílu, nejlepším umístěním bylo dvakrát třetí místo ze sezon 1955 a 1957/58. V srpnu 1958 byl oddíl převelen do Brezna a činnost obnovil až v roce 1981. Roku 1983 byl oddíl převelen do VTJ Sereď, odkud se v roce 1989 vrátil. Zanikl roku 1992 sloučením s TJ Odeva Trenčín do TJ Ozeta Dukla Trenčín.

## Historické názvy
Zdroj: 
- 1953 – PDA Trenčín (Posádkový dom armády Trenčín)
- 1954 – DA Trenčín (Dom armády Trenčín)
- 1956 – VTJ Dukla Trenčín (Vojenská telovýchovná jednota Dukla Trenčín)
- 1958 – oddíl převelen do VTJ Dukla Brezno (1958–1962)[4]
- 1981 – obnovil činnost jako VTJ Trenčín (Vojenská telovýchovná jednota Trenčín)
- 1983 – oddíl převelen do VTJ Sereď (1983–1989)
- 1989 – oddíl převelen zpět jako VTJ Trenčín (Vojenská telovýchovná jednota Trenčín)
- 1992 – zánik sloučením s TJ Odeva Trenčín do TJ Ozeta Dukla Trenčín

## Známí hráči
Během základní vojenské služby zde hráli např. Zdeněk Hajský, Jozef Šidlo, Adrián Hubek, Vlastimil Zeman či Jindřich Chaloupka.

## Umístění v jednotlivých sezonách
Zdroj: 
Legenda: Z - zápasy, V - výhry, R - remízy, P - porážky, VG - vstřelené góly, OG - obdržené góly, +/- - rozdíl skóre, B - body, červené podbarvení - sestup, zelené podbarvení - postup, světle fialové podbarvení - přesun do jiné soutěže
| Československo (1953 – 1992) |                                      |        |    |    |   |    |    |    |     |    |        |
| Sezóny                       | Liga                                 | Úroveň | Z  | V  | R | P  | VG | OG | +/- | B  | Pozice |
| 1953                         | II. liga – sk. B                     | 2      | 11 | 4  | 2 | 5  | 21 | 20 | +1  | 10 | 7.     |
| 1954                         | Majstrovstvá kraja Bratislava-vidiek | 3      | 22 | 16 | 5 | 1  | 74 | 20 | +54 | 37 | 1.     |
| 1955                         | II. liga – sk. B                     | 2      | 22 | 14 | 2 | 6  | 68 | 34 | +34 | 30 | 3.     |
| 1956                         | II. liga – sk. B                     | 2      | 22 | 8  | 3 | 11 | 36 | 40 | −4  | 19 | 8.     |
| 1957/58                      | II. liga – sk. B                     | 2      | 33 | 15 | 8 | 10 | 58 | 37 | +21 | 38 | 3.     |
| ...                          |                                      |        |    |    |   |    |    |    |     |    |        |
| 1989/90                      | II. SNFL – sk. Západ                 | 3      | 30 | 9  | 7 | 14 | 30 | 40 | −10 | 25 | 14.    |
| 1990/91                      | II. SNFL – sk. Západ                 | 3      | 30 | 11 | 7 | 12 | 45 | 52 | −7  | 29 | 11.    |
| 1991/92                      | II. SNFL – sk. Západ                 | 3      | 30 | 9  | 7 | 14 | 39 | 54 | −15 | 25 | 13.    |

Poznámky:
- 1949–1956: Tyto ročníky byly odehrány dle sovětského vzoru systémem jaro–podzim.[1]
- 1953: Tento ročník byl hrán jednokolově.[1]
- 1953–1955: II. liga se jmenovala Celostátní československá soutěž v kopané.[1]
- 1954: Mistrovství kraje Bratislava-venkov bylo jednou ze 6 skupin 3. nejvyšší soutěže na území Slovenska (Bratislava-mesto, Bratislava-vidiek, Nitra, Banská Bystrica, Košice a Prešov).[1]
- 1957/58: Tento ročník byl hrán tříkolově (jaro 1957, podzim 1957 a jaro 1958), přecházelo se zpět na hrací systém podzim–jaro.[1]
- 1956–1977: II. liga se jmenovala 2. československá fotbalová liga.[1]